# Ignaz Vinzenz Zingerle

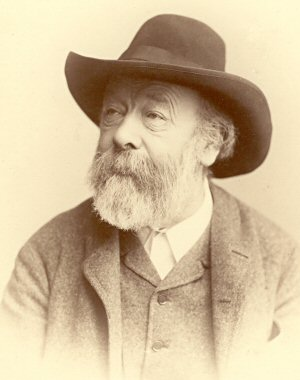
Ignaz Vinzenz Zingerle

Ignaz Vinzenz Zingerle Edler von Summersberg (* 6. Juni 1825 in Meran, Südtirol, Kaisertum Österreich; † 17. September 1892 in Innsbruck, Tirol, Österreich-Ungarn) war ein österreichischer Literaturwissenschaftler, Germanist, Volkskundler und Schriftsteller.

## Leben
Ignaz Vinzenz Zingerle war Sohn des Meraner Kaufmanns Bartlmä Tobias Zingerle und Neffe des katholischen Theologen und Orientalisten Pius Zingerle. Nach dem Studium in Trient trat er vorübergehend dem Benediktinerkloster Marienberg bei.
1848 wurde er Lehrer am Gymnasium in Innsbruck, 1858 Direktor der Universitäts-Bibliothek in Innsbruck. 1859 erhielt Zingerle die Professur für deutsche Sprache und Literatur an der Universität Innsbruck. Zingerle war korrespondierendes Mitglied der Wiener Akademie der Wissenschaften.
Zingerle veröffentlichte Gedichte und publizierte literaturhistorische und historische Schriften. Zusammen mit seinem Bruder Josef Zingerle sammelte er Tiroler Märchen und Sagen, nach dem Vorbild von Wilhelm Grimm und Karl Simrock. Sein Nachlass wird im Forschungsinstitut Brenner-Archiv der Leopold-Franzens-Universität Innsbruck aufbewahrt und verwaltet.
Aus seiner zweiten Ehe mit Anna Maria von Kripp zu Krippach und Prunnberg stammten die Söhne Oswald Zingerle und Wolfram Zingerle. Sein Schwiegersohn war der Historiker Franz von Wieser.

## „Aurora“
Zusammen mit Franz Josef Vonbun und dem Brixner Theologieprofessor Franz Bole gründete er 1843 die literarische Vereinigung Aurora in Innsbruck. Ihre Mitglieder gaben sich „Ritternamen“. Sie versammeln sich wöchentlich zweimal, um einander Gedichte oder Aufsätze vorzutragen. Sie lasen Klassiker und Romantiker, an deren Geburts- und Todestagen Aurora Feste begeht. Zudem machten sie Ausflüge und hielten Zechgelage.

## „Walther-Akademie“

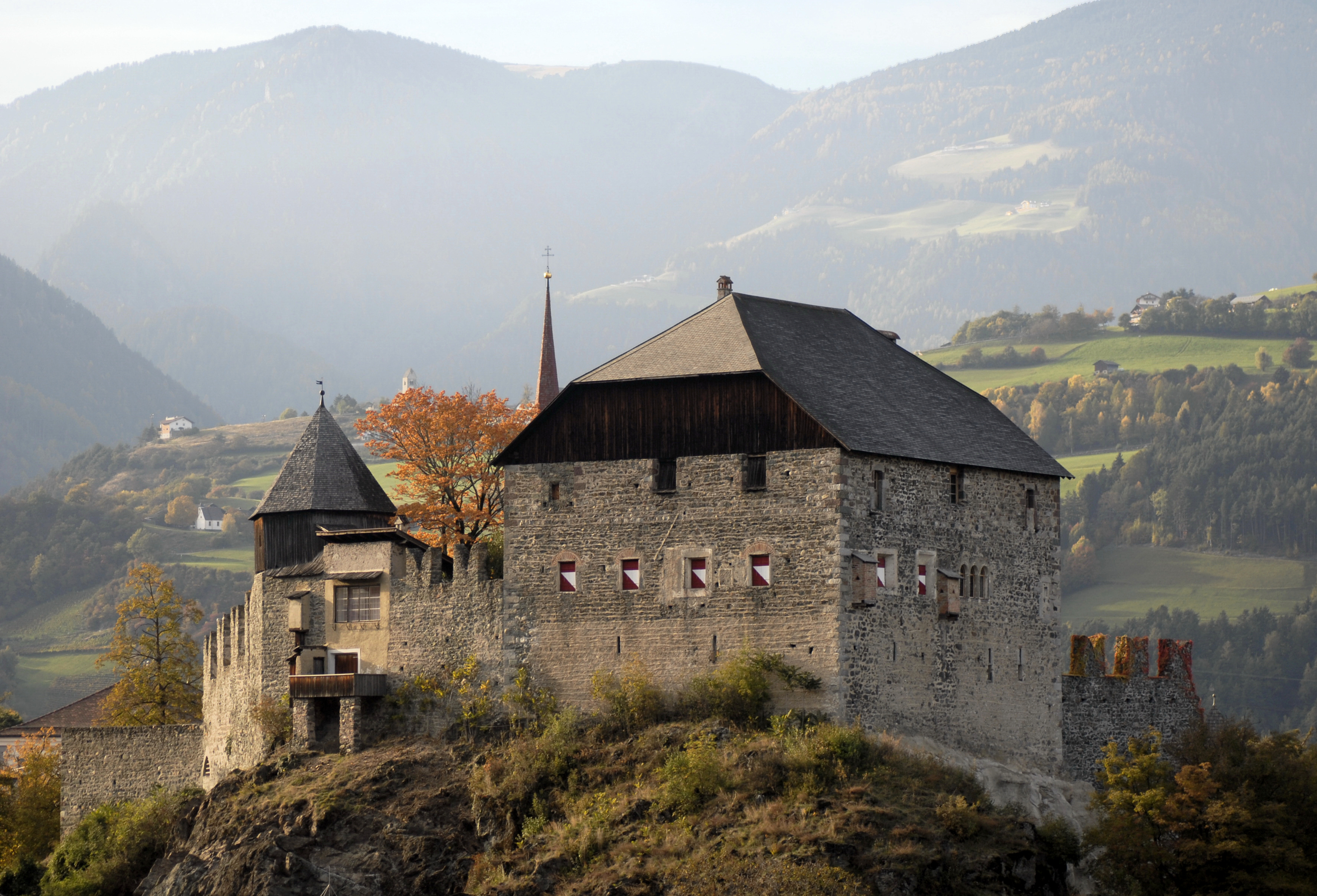
Schloss Summersberg

Zingerle erstand 1880 das Schloss Summersberg in Gufidaun aus dem 14. Jahrhundert und gründete die „Walther-Akademie“. Der Kunsthistoriker Carl Kraus beschreibt die „Walther-Akademie“ als „eine Art Artusrunde in symbolischer Zwölferzahl, bei der man unter anderem Rezitationen in mittelalterlichen Sprachen abhielt“. Mitglieder waren u. a. Karl von Blaas, Professor für Historienmalerei an der Wiener Akademie, Robert Ruß, Wiener Landschafts- und Architekturmaler, Georg Mader, Innsbrucker Historienmaler, sowie die beiden jungen Genre- und Historienmaler Franz Defregger und Alois Gabl. Parallel dazu hatten die Damen einen „Minnehof“. 1890, beim Eintritt in den Ruhestand, verlieh ihm Kaiser Franz Joseph das Adelsprädikat Edler von Summersberg.
Schloss Summersberg wird heute noch von den Nachkommen Ignaz Vinzenz Zingerles bewohnt, kann aber nicht besichtigt werden.

## Ehrung
Seit 1959 erinnert der Zingerleweg im „Volkskundlerviertel“ in Berlin-Kladow an ihn.

## Werke

### Lyrik und Erzählungen
- Frühlingszeitlose, Zeitgedichte (Innsbruck 1848)
- Von den Alpen, Zeitgedichte (Innsbruck 1850)
- Gedichte (Innsbruck 1853)
- Die Müllerin, Dorfgeschichte (Innsbruck 1853)
- Der Bauer von Longvall (Frankfurt 1874)
- Erzählungen aus dem Burggrafenamte (Frankfurt 1884) (online)

### Volkskundliche und Germanistische Schriften
- Sagen aus Tirol (Innsbruck 1850) (online)
- König Laurin (Innsbruck 1850)
- Tirols Anteil an der deutschen Nationallitteratur im Mittelalter, Programm (Innsbruck 1851)
- Tirol. Natur, Geschichte und Sage im Spiegel deutscher Dichtung (Innsbruck 1852)
- Kinder- und Hausmärchen aus Tirol (Innsbruck 1852; 2. Auflage, Gera 1870)
- Kinder- und Hausmärchen aus Süddeutschland (Regensburg 1854)
- Von den heiligen drei Königen (Innsbruck 1854)
- Die Oswald-Legende und ihre Beziehung zur deutschen Mythologie (Stuttgart 1855)
- Die Personen- und Taufnamen Tirols (Innsbruck 1855)
- Sitten, Bräuche und Meinungen des Tiroler Volkes (2. Auflage, Innsbruck 1871)
- Barbara Pachlerin, die Sarnthaler Hexe etc. (Innsbruck 1858) (Digitalisat der Bayerischen Staatsbibliothek)
- Sagen, Märchen und Gebräuche aus Tirol (Innsbruck 1859)
- Johannissegen und Gertrudenminne (Wien 1862)
- Die Sagen von Margareta, der Maultasche (Innsbruck 1863)
- Die deutschen Sprichwörter im Mittelalter (Wien 1864)
- Die Alliteration bei mittelhochdeutschen Dichtern (Wien 1864)
- Findlinge (Wien 1867–1870, 2 Bände)
- Das deutsche Kinderspiel im Mittelalter (2. Auflage, Innsbruck 1873)
- Lusernisches Wörterbuch (Innsbruck 1869)
- Das Urbarbuch des Klosters zu Sonnenburg (Wien 1868)
- Oswald von Wolkenstein (Wien 1870)
- Hans Vintler (Wien 1871)
- Die Pluemen der Tugent (Aeltere tirolische Dichter 1) (Innsbruck 1874) (online)
- Schildereien aus Tirol (Wien 1877, Neuauflage 1888)
- Tirolische Weistümer (Wien 1875–1888, Bände 1–4), zusammen mit Karl Theodor von Inama-Sternegg:
  - I. Theil: Unterinnthal (online)
  - II. Theil: Oberinnthal (online)
  - III. Theil: Vinstgau (online)
  - IV. Theil: Burggrafenamt und Etschland (online)